# Fermana Football Club 2019-2020
Questa voce raccoglie le informazioni riguardanti la Fermana Football Club nelle competizioni ufficiali della stagione 2019-2020.

## Stagione
Nella stagione 2019-2020 la Fermana disputa il girone B del campionato di Serie C, ha raccolto 33 punti nelle 27 gare che si sono giocate, perché il campionato è stato sospeso a fine febbraio per l'acuirsi della pandemia da Covid-19, che ha colpito il mondo intero, non risparmiando nemmeno il mondo del calcio. Poi a giugno il Consiglio Federale ha omologato i risultati ottenuti nelle 27 gare disputate. Con la Reggina promossa in Serie B e Rende, Rieti e Picerno retrocesse in Serie D. La Fermana con i suoi 33 punti ha sfiorato i Play-off, con gli stessi punti della Fermana la Sambenedettese li ha disputati, perché in vantaggio negli scontri diretti. Nelle prime nove giornate è stata allenata da Flavio Destro, poi fino al momento della sospensione in panchina ha avuto Mauro Antonioli. Ha partecipato alla Coppa Italia nazionale dove nel primo turno pareggia a Carrara (1-1), ma poi viene superata (5-4) ai calci di rigore. Mentre nella Coppa Italia di Serie C nel primo turno la Fermana ha superato (0-2) la Sambenedettese, nei sedicesimi è stata eliminata (4-1) dalla Ternana.

## Divise e sponsor
La divisa della Fermana è composta dalla maglia gialla, i calzoncini blù ed i calzettoni gialli. Lo sponsor tecnico per la stagione 2019-2020 è Macron, mentre gli sponsor ufficiali sono XL Extralight e Finproject.

## Rosa
| N. |                    | Ruolo | Calciatore         |
| -- | ------------------ | ----- | ------------------ |
| 1  | Italia (bandiera)  | P     | Mattia Palombo     |
| 1  | Italia (bandiera)  | P     | Vincenzo Venditti  |
| 2  | Italia (bandiera)  | D     | Matteo Soragna     |
| 2  | Italia (bandiera)  | D     | Andrea Bonetto     |
| 3  | Senegal (bandiera) | C     | Bachir Mané        |
| 4  | Italia (bandiera)  | C     | Gianluca Urbinati  |
| 5  | Italia (bandiera)  | D     | Marco Comotto      |
| 6  | Italia (bandiera)  | D     | Marco Manetta      |
| 7  | Italia (bandiera)  | A     | Alex Rolfini       |
| 7  | Italia (bandiera)  | C     | Massimo Bertagnoli |
| 8  | Italia (bandiera)  | C     | Andrea Petrucci    |
| 9  | Italia (bandiera)  | A     | Luca Cremona       |
| 9  | Italia (bandiera)  | A     | Samuele Neglia     |
| 10 | Italia (bandiera)  | A     | Massimo D'Angelo   |
| 11 | Italia (bandiera)  | C     | Michael Venturi    |
| 14 | Italia (bandiera)  | D     | Edoardo Scrosta    |
| 15 | Italia (bandiera)  | C     | Filippo Bellini    |
| 15 | Italia (bandiera)  | C     | Roberto Grieco     |
| 16 | Italia (bandiera)  | C     | Simone Isacco      |
| 17 | Italia (bandiera)  | C     | Ilario Iotti       |

| N. |                      | Ruolo | Calciatore              |
| -- | -------------------- | ----- | ----------------------- |
| 18 | Italia (bandiera)    | C     | Angelo Persia           |
| 19 | Argentina (bandiera) | A     | Hernán Molinari         |
| 20 | Italia (bandiera)    | D     | Donato De Pascalis      |
| 21 | Italia (bandiera)    | C     | Giorgio Mantini         |
| 21 | Italia (bandiera)    | A     | Gabriele Zerbo          |
| 22 | Italia (bandiera)    | P     | Luca Gemello            |
| 23 | Italia (bandiera)    | A     | Luca Cognigni           |
| 24 | Italia (bandiera)    | A     | Antonio Bacio Terracino |
| 25 | Italia (bandiera)    | C     | Luca Ricciardi          |
| 26 | Italia (bandiera)    | A     | Alberto Fiumicetti      |
| 26 | Italia (bandiera)    | C     | Gianluca Esposito       |
| 27 | Italia (bandiera)    | A     | Luigi Liguori           |
| 28 | Italia (bandiera)    | A     | Fabio Alagna            |
| 29 | Italia (bandiera)    | D     | Pasquale Tedone         |
| 29 | Italia (bandiera)    | D     | Gialuca Clemente        |
| 30 | Italia (bandiera)    | D     | Nicolò Sperotto         |
| 32 | Italia (bandiera)    | A     | Tommy Maistrello        |
| 33 | Italia (bandiera)    | D     | Giuseppe Esposito       |
| 35 | Italia (bandiera)    | D     | Nicola Lancini          |
| 36 | Italia (bandiera)    | P     | Paolo Ginestra          |

## Organigramma societario
Area direttiva
- Presidente: Umberto Simoni
- Amministratore Unico e Direttore Generale: Fabio Massimo Conti
- Direttore Operativo: Michele Di Bari
- Segretario Sportivo-Amministrativo: Antonio Pagliuca
- Club Manager: Walter Matacotta

Area comunicazione e marketing
- Addetto Stampa: Roberto Cruciani
- Area Marketing e Comunicazione: Nunzio Danilo Ferraioli
- Area Marketing: Fabrizio Nascimbeni
- Responsabile Official Store: Alessandra Iacopini
- SLO: Rossano Di Biagio

Area sportiva
- Direttore sportivo: Massimo Andreatini
- Team Manager: Andrea Di Salvatore

Area tecnica
- Allenatore: Flavio Destro  (fino al 14 ottobre 2019), Mauro Antonioli
- Vice Allenatore: Vincenzo Rodia (fino al 14 ottobre 2019), Ivan Piccoli
- Preparatore dei portieri: Stefano Ramundo (fino al 14 ottobre 2019), Francesco Ripa
- Preparatore atletico: Francesco Negro  (fino al 14 ottobre 2019), Roberto De Luce

Area sanitaria
- Responsabile Sanitario: Giovanni Staffilano
- Medici sociali: Marco Conio, Paolo Paoloni, Andrea Stronati, Eugenio Tosco
- Fisioterapista: Walter Costi
- Massaggiatore: Andrea Ramini
- Collaboratore sanitario: Cristian Piergentili
- Nutrizionista: Marco Postacchini

## Risultati

### Serie C

#### Girone di andata
| Arbitro: | Di Marco (Ciampino) |

|                                 |           |              |
| Petrucci 2’ Bacio Terracino 35’ | Marcatori | 70’ Giovinco |

| Arbitro: | Miele (Nola) |

|                                            |           |             |
| Giacomelli 41’ (rig.) Arma 52’ Marotta 73’ | Marcatori | 45’ Mantini |

| Arbitro: | Longo (Paola) |

|  |           |               |
|  | Marcatori | 14’ Scarsella |

| Arbitro: | Pashuku (Albano Laziale) |

|  |           |              |
|  | Marcatori | 53’ Cognigni |

| Arbitro: | Carella (Bari) |

|             |           |              |
| Liguori 26’ | Marcatori | 12’ Cernigoi |

| Arbitro: | Collu (Cagliari) |

|                                         |           |  |
| T. Morosini 10’ Mazzocchi 24’ Rover 64’ | Marcatori |  |

| Arbitro: | Vigile (Cosenza) |

|              |           |                                 |
| Molinari 88’ | Marcatori | 48’ J. Baraye 58’ (rig.) Mokulu |

| Arbitro: | Garofalo (Torre del Greco) |

|           |           |                |
| Malec 90’ | Marcatori | 16’ Maistrello |

| Arbitro: | De Santis (Lecce) |

|  |           |          |
|  | Marcatori | 88’ Sall |

| Arbitro: | Pascarella (Nocera Inferiore) |

|              |           |            |
| Pezzella 48’ | Marcatori | 60’ Persia |

| Arbitro: | Di Graci (Como) |

|  |           |                                         |
|  | Marcatori | 10’ Costantino 82’ G. Gomez 87’ Beccaro |

| Arbitro: | Petrella (Viterbo) |

|  |           |              |
|  | Marcatori | 49’ Cognigni |

| Arbitro: | Cosso (Reggio Calabria) |

|                                   |           |                                        |
| Maistrrello 19’, 52’ Molinari 83’ | Marcatori | 33’ (rig.) Butic 35’ Rosaia 64’ Franco |

| Arbitro: | Zamagni (Cesena) |

|  |           |                             |
|  | Marcatori | 22’ (rig.) Danti 51’ Onescu |

| Arbitro: | Arena (Torre del Greco) |

|                                              |           |  |
| Biasci 15’, 54’ Bellini 24’ (aut.) Šarić 83’ | Marcatori |  |

| Arbitro: | Maranesi (Ciampino) |

|              |           |            |
| Molinari 86’ | Marcatori | 22’ Varone |

| Arbitro: | Ricci (Firenze) |

|  |           |              |
|  | Marcatori | 48’ Cognigni |

| Arbitro: | Saia (Palermo) |

|                |           |                |
| Cognigni 45+1’ | Marcatori | 90+3’ Piccioni |

| Arbitro: | Longo (Paola) |

|  |           |             |
|  | Marcatori | 5’ Petrucci |

#### Girone di ritorno
| Arbitro: | Costanza (Agrigento) |

|           |           |  |
| Caidi 56’ | Marcatori |  |

| Fermo 13 gennaio 2020, ore 17:30 CET 21ª giornata | Fermana                    | 0 – 0 referto | L.R. Vicenza | Stadio Bruno Recchioni (1650 spett.)\| Arbitro: \| Cascone (Nocera Inferiore) \| |
| Arbitro:                                          | Cascone (Nocera Inferiore) |               |              |                                                                                  |

| Arbitro: | Acanfora (Castellammare di Stabia) |

|                     |           |  |
| T. Ceccarelli 90+1’ | Marcatori |  |

| Arbitro: | Di Cairano (Ariano Irpino) |

|                     |           |              |
| Bacio Terracino 19’ | Marcatori | 47’ Cattaneo |

| Arbitro: | Gualtieri (Asti) |

|  |           |            |
|  | Marcatori | 80’ Neglia |

| Arbitro: | Bitonti (Bologna) |

|                         |           |                       |
| Neglia 27’ Scrostra 89’ | Marcatori | 11’ (rig.) Berardocco |

| Arbitro: | Paterna (Teramo) |

|  |           |             |
|  | Marcatori | 57’ Manetta |

| Arbitro: | Maggio (Lodi) |

|                   |           |                    |
| Neglia 35’ (rig.) | Marcatori | 90+4’ Marcheggiani |

| Imola 2020, ore CET 28ª giornata | Imolese | – Campionato sospeso per la pandemia da Covid-19 | Fermana | Stadio Romeo Galli |

| Fermo 2020, ore CET 29ª giornata | Fermana | – | Modena | Stadio Bruno Recchioni |

| Trieste 2020, ore CEST 30ª giornata | Triestina | – | Fermana | Stadio Nereo Rocco |

| Fermo 2020, ore CEST 31ª giornata | Fermana | – | Rimini | Stadio Bruno Recchioni |

| Cesena 2020, ore CEST 32ª giornata | Cesena | – | Fermana | Orogel Stadium-Dino Manuzzi |

| Verona 2020, ore CEST 33ª giornata | Virtus Verona | – | Fermana | Centro sportivo Mario Gavagnin-Sinibaldo Nocini |

| Fermo 2020, ore CEST 34ª giornata | Fermana | – | Carpi | Stadio Bruno Recchioni |

| Salò 2020, ore CEST 35ª giornata | Reggio Audace | – | Fermana | Mapei Stadium - Città del Tricolore |

| Fermo 2020, ore CEST 36ª giornata | Fermana | – | Fano | Stadio Bruno Recchioni |

| Vicenza 2020, ore CEST 37ª giornata | Arzignano Valchiampo | – | Fermana | Stadio Romeo Menti |

| Fermo 2020, ore CEST 38ª giornata | Fermana | – | Gubbio | Stadio Bruno Recchioni |

### Coppa Italia

#### Turni eliminatori
| Arbitro: | Luciani (Roma) |

|                                                      |                      |                                                 |
| Valente 62’                                          | Marcatori            | 24’ (rig.) Cognigni                             |
| Bentivegna Valente Biasci Pasciuti Murolo Cardoselli | Tiri di rigore 5 – 4 | Cognigni Ricciardi Zerbo Isacco Liguori Manetta |

### Coppa Italia Serie C

#### Fase a eliminazione diretta
| Arbitro: | Zucchetti (Foligno) |

|  |           |                                  |
|  | Marcatori | 17’ (rig.) Cognigni 64’ D'Angelo |

| Arbitro: | Moriconi (Roma) |

|                                                          |           |             |
| Vantaggiato 45’ M. Russo 54’ Torromino 77’ Partipilo 89’ | Marcatori | 9’ Molinari |

## Statistiche

### Statistiche di squadra
Statistiche aggiornate al 22 febbraio 2020.
| Competizione         | Punti       | In casa | In casa | In casa | In casa | In casa | In casa | In trasferta | In trasferta | In trasferta | In trasferta | In trasferta | In trasferta | Totale | Totale | Totale | Totale | Totale | Totale | D.R. |
| Competizione         | Punti       | G       | V       | N       | P       | Gf      | Gs      | G            | V            | N            | P            | Gf           | Gs           | G      | V      | N      | P      | Gf     | Gs     | D.R. |
| -------------------- | ----------- | ------- | ------- | ------- | ------- | ------- | ------- | ------------ | ------------ | ------------ | ------------ | ------------ | ------------ | ------ | ------ | ------ | ------ | ------ | ------ | ---- |
| Serie C              | 33          | 14      | 2       | 7       | 5       | 13      | 19      | 13           | 6            | 2            | 5            | 9            | 14           | 27     | 8      | 9      | 10     | 22     | 33     | -11  |
| Coppa Italia         | Primo Turno | 0       | 0       | 0       | 0       | 0       | 0       | 1            | 0            | 1            | 0            | 1            | 1            | 1      | 0      | 1      | 0      | 1      | 1      | 0    |
| Coppa Italia Serie C | Sedicesimi  | 0       | 0       | 0       | 0       | 0       | 0       | 2            | 1            | 0            | 1            | 3            | 4            | 2      | 1      | 0      | 1      | 3      | 4      | -1   |
| Totale               | 33          | 14      | 2       | 7       | 5       | 13      | 19      | 16           | 7            | 3            | 6            | 13           | 19           | 30     | 9      | 10     | 11     | 26     | 38     | -12  |

### Andamento in campionato
| Giornata  | 1 | 2  | 3  | 4  | 5  | 6  | 7  | 8  | 9  | 10 | 11 | 12 | 13 | 14 | 15 | 16 | 17 | 18 | 19 | 20 | 21 | 22 | 23 | 24 | 25 | 26 | 27 | 28 | 29 | 30 | 31 | 32 | 33 | 34 | 35 | 36 | 37 | 38 |
| --------- | - | -- | -- | -- | -- | -- | -- | -- | -- | -- | -- | -- | -- | -- | -- | -- | -- | -- | -- | -- | -- | -- | -- | -- | -- | -- | -- | -- | -- | -- | -- | -- | -- | -- | -- | -- | -- | -- |
| Luogo     | C | T  | C  | T  | C  | T  | C  | T  | C  | T  | C  | T  | C  | C  | T  | C  | T  | C  | T  | T  | C  | T  | C  | T  | C  | T  | C  | T  | C  | T  | C  | T  | T  | C  | T  | C  | T  | C  |
| Risultato | N | P  | P  | V  | N  | P  | P  | N  | P  | N  | P  | V  | N  | P  | P  | N  | V  | N  | V  | P  | N  | P  | N  | V  | V  | V  | N  |    |    |    |    |    |    |    |    |    |    |    |
| Posizione | 5 | 11 | 14 | 10 | 10 | 14 | 15 | 16 | 16 | 16 | 17 | 15 | 16 | 16 | 17 | 17 | 15 | 15 | 13 | 14 | 14 | 14 | 15 | 14 | 12 | 11 | 11 |    |    |    |    |    |    |    |    |    |    |    |

Fonte:  Serie C - Girone B, su calcio.com. URL consultato il 6 aprile 2020 (archiviato dall'url originale il 6 aprile 2020).
Legenda:

Luogo: C = Casa; T = Trasferta. Risultato: V = Vittoria; N = Pareggio; P = Sconfitta.